# تاریخ خاندان تیموری
تاریخ خاندان تیموری نسخه خطی قرن شانزدهم میلادی است که توسط امپراتور گورکانی، اکبر شاه، در سال‌های ۱۵۷۷–۱۵۷۸ سفارش داده شد. این کتاب به توصیف نوادگان تیمور پادشاه قرن چهاردهم میلادی در ایران و هندوستان می‌پردازد این جلد برای استفاده شخصی امپراتور ساخته شده است، بنابراین مکانی در کتابخانه شخصی وی تثبیت شده است. این جلد، که بر روی بهترین کاغذ حک شده است، دارای مجموعه ای از ۱۳۳ نقاشی است که با همکاری ۵۱ هنرمند برجسته مانند داسوانت، مسکین، مادو موکوند، حیدر کشمیری، میسکین، منوهر و باساوان ساخته شده است. این نقاشی‌های پیچیده و دقیق به عنوان نمونه ای از اوج بیان هنری گورکانی توصیف شده‌اند. متن نوشته دارای خطی است که با استانداردهای تعیین شده توسط اثر هنری مطابقت دارد.
در سال ۲۰۱۱ یونسکو این اثر را در فهرست حافظه جهانی ثبت شد نسخه خطی اصلی کتاب در کتابخانه عمومی خاورشناسی خدابخش در بیهار هند نگهداری می‌شود.
این تنها نسخه باقی مانده از نسخه خطی است که به تاریخ تیمور و فرزندان او در ایران و هند، از جمله فرمانروایان گورکانی، بابر، همایون و اکبر می‌پردازد.